# Frances Moore Lappé
Frances Moore Lappé (geboren 10 februari 1944) is een Amerikaanse onderzoeker en auteur op het gebied van voedsel en democratisch beleid. Ze is de auteur van meerdere boeken, waaronder de bestseller Diet for a Small Planet (1971), dat in vele vertalingen wereldwijd verscheen en in Nederland werd uitgegeven als Eten van Moeder Aarde (1974).
Ze was betrokken bij de oprichting van enkele organisaties die de oorzaken van honger, armoede en milieucrises onderzoeken. Samen met Joseh Collins schreef ze ook World Hunger: 10 Myths.
In 1987 ontving zij de Right Livelihood Award als onderscheiding voor "het onthullen van de politieke en economische oorzaken van honger in de wereld en hoe burgers kunnen helpen deze te verhelpen."
Met haar publicaties en activiteiten stond zij aan de wieg van wat ook wel de "voedselbeweging" van de jaren 70 werd genoemd.

## Biografie
Lappé werd als Frances Moore geboren in 1944 in Pendleton, Oregon en groeide op in Fort Worth, Texas. Na haar afstuderen in 1966 trouwde ze in 1967 met de toxicoloog en milieudeskundige Marc Lappé.
In verband met haar publicaties heeft zij 19 eredoctoraten ontvangen van gerenommeerde instellingen, waaronder de Universiteit van Michigan en de Universiteit van San Francisco. In 1987 werd zij in Zweden de vierde Amerikaan die de Right Livelihood Award ontving. In 2003 ontving ze de Rachel Carson Award van de National Nutritional Foods Association. Ze werd door de Women's National Book Association gekozen als een van de twaalf levende 'vrouwen wier woorden de wereld hebben veranderd'.
Haar stelling is dat honger niet veroorzaakt wordt door een gebrek aan voedsel, maar eerder door het onvermogen van hongerige mensen toegang te krijgen tot de overvloed aan voedsel die er in de wereld bestaat en / of voedselproducerende hulpbronnen. De bestaande politiek structuren, die zij beschrijft als de 'dunne democratie' veroorzaken een onevenwichtige verdeling van macht en middelen zorgt, die onvermijdelijk afval en een litteken creëert voor "de essentie voor duurzaam leven".
Zij bepleit als alternatief een "levende democratie", d.w.z. democratie opgevat als een manier van leven, niet noodzakelijk een structuur van de overheid. Democratie is volgens haar niet alleen wat de burger doet in het stemhokje, maar behelst ook ieders dagelijkse keuzes omtrent consumptie en levenspatroon.
Na de haar succesvolle eerste boek Diet for a small planet lanceerde zij in 1975 met Joseph Collins het in Californië gevestigde Institute for Food and Policy Development (Food First) om Amerikanen te informeren over de oorzaken van de honger in de wereld. Samen met Joseph Collins schreef zij World Hunger: 10 Myths (1977), in het Nederlands vertaald als Honger - tien sprookjes de wereld uit (1981). Ook schreef zij samen met Cary Fowler, en Joseph Collins Food First: Beyond the Myth of Scarcity.
In 1990 was zij medeoprichter van het Centre for Living Democracy, een initiatief om de verspreiding van democratische innovaties te versnellen, waarin gewone burgers bijdragen aan het oplossen van problemen.

## Publicaties (o.a.)
- Diet for a Small Planet, 1971, 1975, 1982, 1991. ISBN 0-345-02378-1
- Great Meatless Meals (met Ellen Buchman Ewald), 1974, 1976, 1981, 1985
- Food First: Beyond the Myth of Scarcity' (met Joseph Collins en Cary Fowler 1977, 1979
- World Hunger: Twelve Myths (metJoseph Collins), 1986, 1998
- Rediscovering America's Values, 1989
- The Quickening of America: Rebuilding Our Nation, Remaking Our Lives (met Paul Martin Du Bois), 1994
- Hope’s Edge: The Next Diet for a Small Planet (met Anna Lappé), 2003
- You Have the Power: Choosing Courage in a Culture of Fear (met Jeffrey Perkins), 2004
- Democracy's Edge: Choosing to Save Our Country by Bringing Democracy to Life, 2005
- Getting A Grip: Clarity, Creativity and Courage in a World Gone Mad, 2007
- Getting A Grip 2: Clarity, Creativity and Courage for the World We Really Want, 2010
- EcoMind: Changing the Way We Think to Create the World We Want, Small Planet Media, 2011
- World Hunger: Ten Myths (met Joseph Collins), 2015
- Daring Democracy: Igniting Power, Meaning, and Connection for the America We Want (samen met Adam Eichen), 2017

## Vertalingen
- Eten van Moeder Aarde, 1971
- Honger -tien sprookjes de wereld uit, uitgegeven door Vereniging Milieudefensie, 1981